# Stauntonia elliptica
Stauntonia elliptica là một loài thực vật có hoa trong họ Lardizabalaceae. Loài này được Hemsl. miêu tả khoa học đầu tiên năm 1907.